# عمارة خمومية

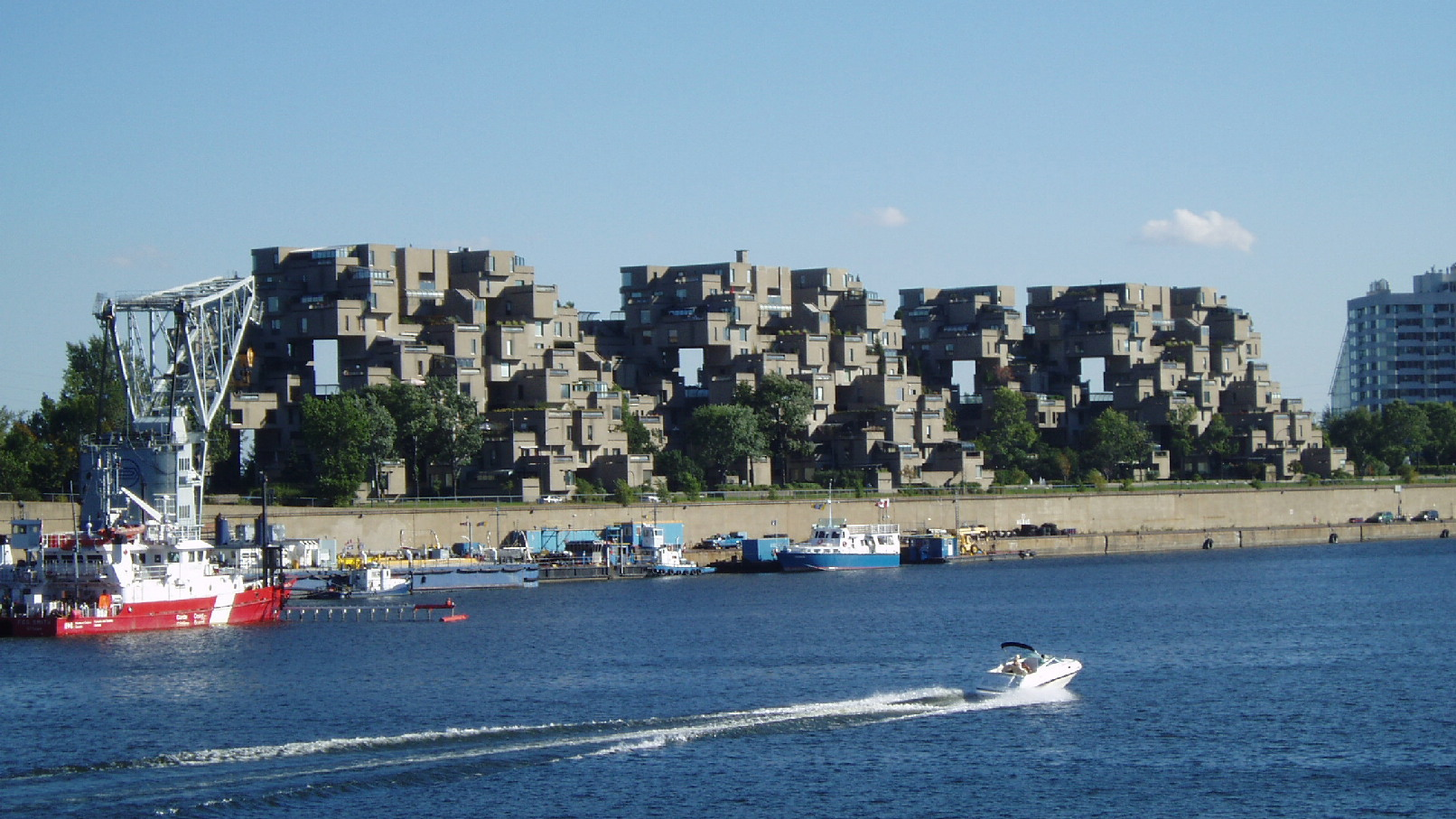
مباني Habitat 67 في مونتريال، كندا.

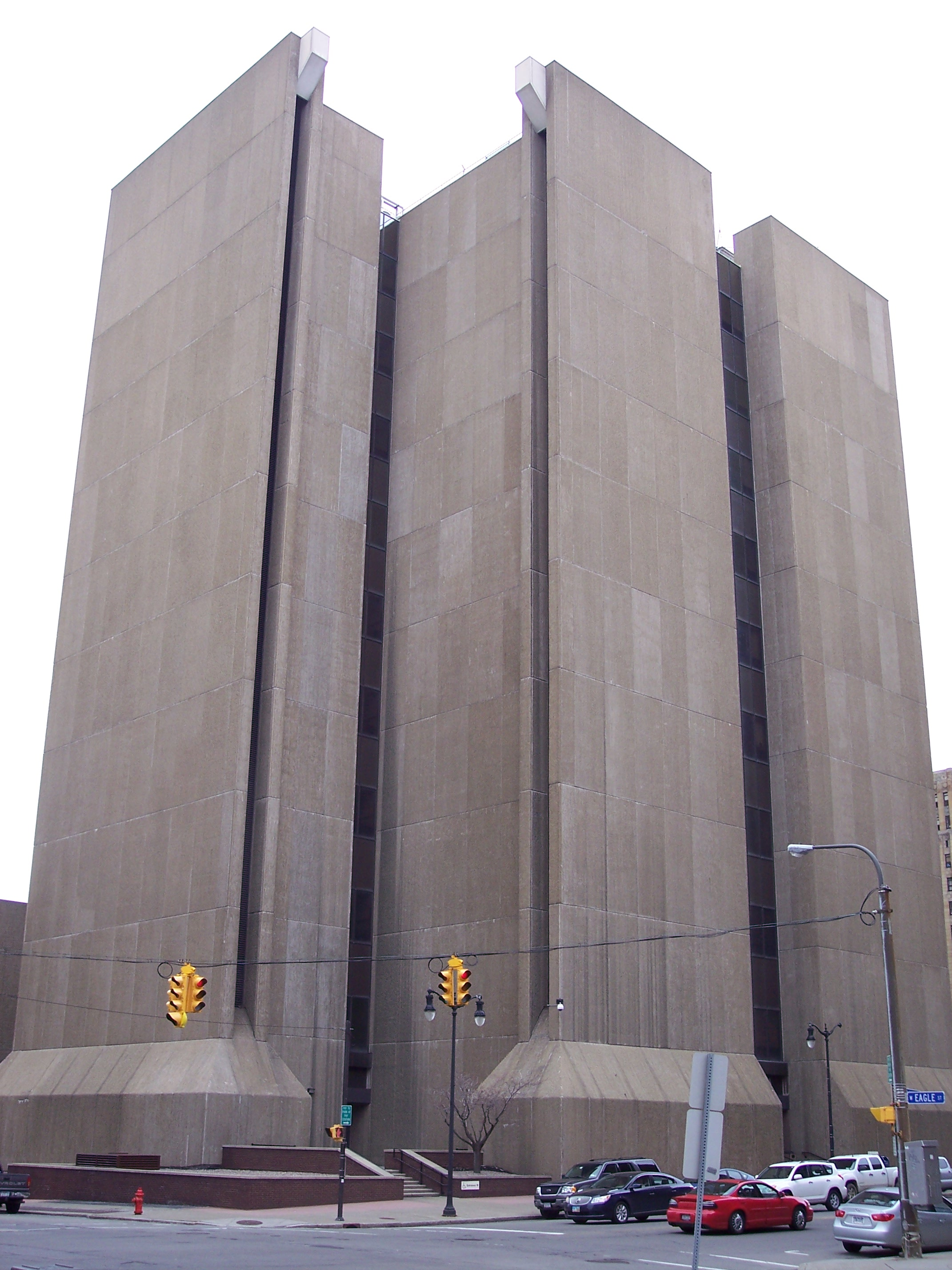
مبنى بلدية بوفالو في بوفالو، نيويورك.

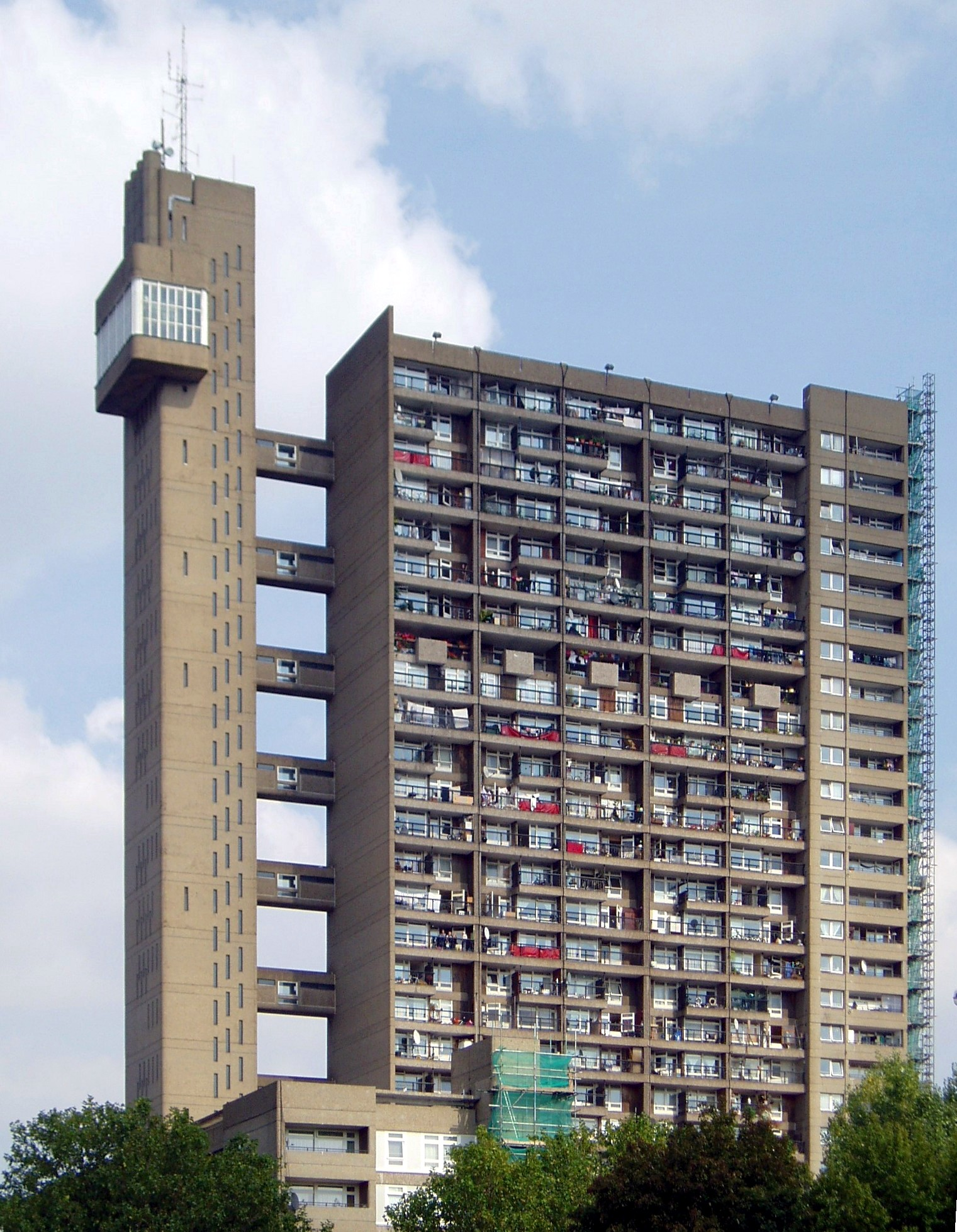
برج تريلك في لندن

العمارة الخمومية (بالفرنسية: Brutalisme، بْرُوتَلِزْمْ، إشارة إلى أن الخرسانة تستعمل بشكل خام)، وشاع لفظ العمارة القاسية أو العمارة الوحشية، هو نمط معماري ازدهر في فترة الخمسينيات حتى منتصف السبعينيات من القرن العشرين، وقد انبثق من الحركة المعمارية الحداثية. في البداية، تمثّل هذا النمط بالمباني الحكومية والمساكن منخفضة الإيجار ومراكز التسوق لخلق هياكل وظيفية بتكلفة منخفضة، حتى أتى بعض المصممين في نهاية المطاف وغير الاستخدامات بطريق أخرى مثل مباني الكليات. ظهر هذا الأسلوب المعماري في منتصف القرن العشرين واكتسب شعبية في أواخر الخمسينيات. انبثق من عمارة الحداثة في أواخر القرن التاسع عشر والنصف الأول من القرن العشرين، ويتميز بتكوين بسيط، شبيه بكتل ضخمة، ويُبرز غالبًا مواد بناء صريحة. تُفضّل الخرسانة المكشوفة في البناء؛ ومع ذلك، بعض النماذج مصنوعة في الأصل من الطوب. على الرغم من أن النمط المعماري بدأ في أوروبا، شاعت العمارة الوحشية في جميع أنحاء العالم. اُستخدم هذا النمط بشكل شائع في تصميم المباني المؤسسية، مثل المكتبات، والمحاكم، والإسكان العام، ودور البلدية. انخفضت شعبية هذه الحركة في أواخر السبعينيات.
تتناقض تصاميم العمارة الوحشية القاسية والهندسية مع الخواص الأكثر زخرفية لبعض الأنماط المعمارية في بدايات القرن العشرين وعشرينياته وثلاثينياته. كانت تصاميم العمارة الوحشية قطبية تاريخيًا؛ إذ جرّت مباني معينة والحركةُ بأكملها مدىً واسعًا من النقد والدعم من المهندسين المعماريين والجمهور. أصبحت العديد من المباني الوحشية أيقونات معمارية وثقافية، مع تلقي بعض المباني في المملكة المتحدة على مرتبة مبنى مُدرج.

## تسمية
قد أصبح هذا الاسم متداولا بسبب المعماريين البريطانيين اليسون وبيتر سميثسون، وهو أصلا مشتق من العبارة بالفرنسية التي كان يستعملها المعماري لو كوربوزييه «باتو بغوت» (béton brut «الخرسانة الخامة») والاسم يشير إلى أن الخرسانة تستعمل بشكل خام وغير مغطى.
والكلمة «بروتاليزم» موجودة في تجليات مختلفة في اللغات الرومنسية، ومعانيها في اللغة الإنجليزية تتراوح بين «قاسي» و«قبيح» و«متوحش» و«عديم الرحمة» لأن أصلها من "بروتس"، الرجل السياسي الروماني الذي اغتال صديقه يوليوس قيصر بطعنة في الظهر.

## التاريخ
صاغ المهندس المعماري السويدي هانز أسبلوند مصطلح نايبروتلزم (بالإنجليزية: Nybrutalism) لوصف فيلا جوث، وهو منزل معاصر من الطوب في أوبسالا، صُمم في يناير 1950 من قبل معاصريه بينغت إدمان ولينارت هولم. اُلتقط هذا المصطلح في صيف عام 1950 من قبل مجموعة من معماريين إنجليز زائرين، من ضمنهم مايكل فنتريس، وأوليفر كوكس، وغرايم شانكلاند، ويبدو أنه «انتشر كالنار في الهشيم، وتبناه لاحقًا زمرة معينة من المعماريين البريطانيين الشباب». كان أول استخدام منشور لتعبير «العمارة الوحشية الجديدة» في عام 1953، عندما استخدمته أليسون سميثسون لوصف مخطط لمنزلهم غير المبنى في سوهو الظاهر في عدد نوفمبر من مجلة التصميم المعماري. ذكرت أيضًا «نيتنا في هذا المبنى أن تكون الهيكلية مكشوفة تمامًا، دون تشطيبات داخلية حيثما أمكن ذلك». تُمثل مدرسة هنتستانتون لسميثنسون المنجزة في عام 1954 في نورفولك، وسوغدين هاوس المنجز في عام 1955 في واتفورد، أقدم الأمثلة على النمط الوحشي الجديد في المملكة المتحدة. مدرسة هونستانتون، المستوحاة على الأرجح من القاعة التذكارية للخريجين لميس فان دير روه في عام 1946 في معهد إلينوي للتكنولوجيا في شيكاغو، الولايات المتحدة، معروفة بصفتها أول مبنى مكتمل في العالم يحمل لقب «العمارة الوحشية الجديدة» من قبل المعماريين. في ذلك الوقت، وصف بأنه «المبنى الأكثر حداثة بحق في إنجلترا».

## الخصائص

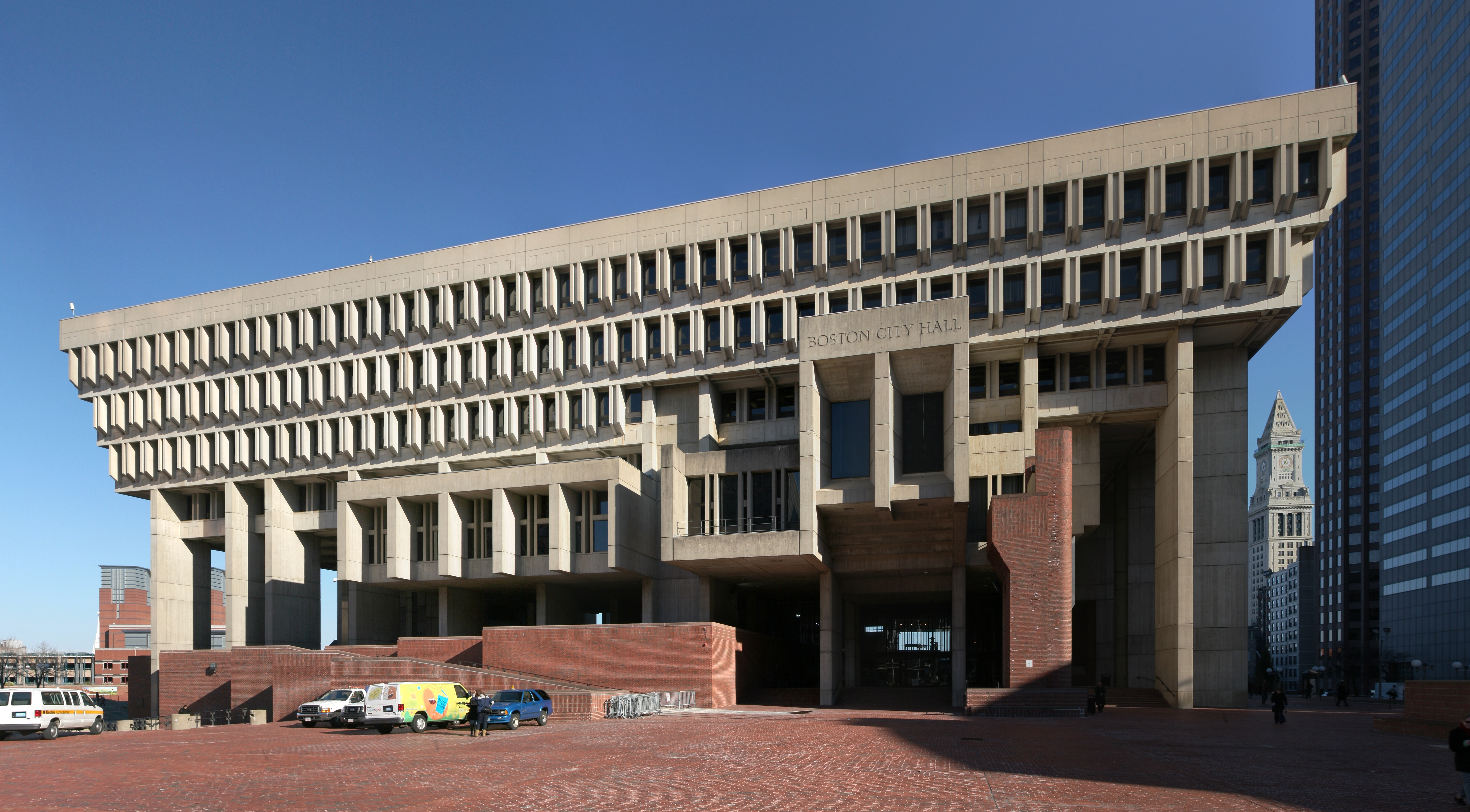
تعدّ قاعة بلدية مدينة بوسطن من الأمثلة البارزة والمثيرة للجدل على العمارة الوحشية (القاسية).

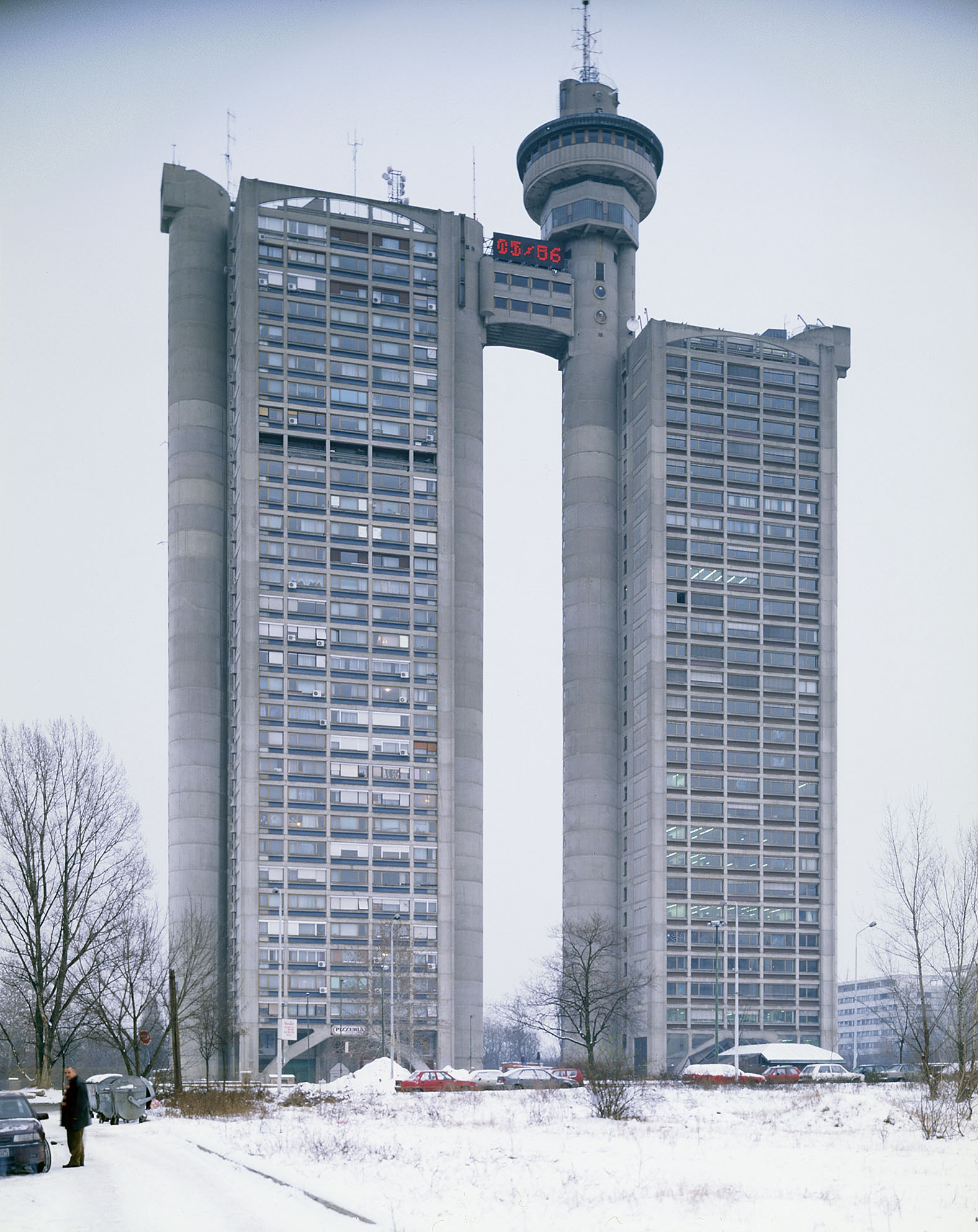
مبنى بوابة المدينة الغربية في العاصمة الصربية بلغراد

عادة ما تبنى مباني العمارة الوحشية من وحدات عنصرية متكررة تشكل كتلًا تمثل نطاقات وظيفية محددة، مُعبر عنها بوضوح ومُجمعة معًا في وحدة موحدة. تستخدم الخرسانة لمباشرتها الخام والبسيطة، الأمر الذي يتناقض بشكل كبير مع المباني عالية الدقة والمزخرفة التي أنشئت على طراز عمارة الفنون الجميلة. تصنع أسطح الخرسانة المصبوبة للكشف عن الطبيعة الأساسية لبنائها، إذ تُظهر ملمس الألواح الخشبية المستخدمة في آليات الصب في الموقع. قد تستخدم مباني العمارة الوحشية مواد أخرى مثل الطوب والزجاج والصلب والحجر المحفور والخشن. بالعكس، لا يمكن اعتبار جميع المباني التي تعرض مظهرًا خارجيًا خرسانيًا مكشوفًا وحشية، إذ قد تنتمي إلى واحدة من مجموعة من الأساليب المعمارية بما في ذلك عمارة البنائية، والأسلوب الدولي، والتعبيرية، وما بعد الحداثة، والتفكيكية.
يعتقد بيتر سميثسون أن جوهر الوحشية كان تبجيلًا للمواد، مشيرًا إلى أن: «الوحشية لا تعني المادة في حد ذاتها بل جودة المادة» و«رؤية المواد لما كانت عليه: خشبية الخشب، ورميلة الرمل».
موضوع آخر شائع في التصاميم الوحشية هو كشف وظائف المبنى -بدءًا من هيكلها وخدماتها واستخداماتها البشرية- في الجزء الخارجي من المبنى. في مبني بلدية بوسطن المصمم في عام 1962، تشير الأجزاء المختلفة والمذهلة للمبنى إلى الطبيعة الخاصة للغرف خلف تلك الجدران، مثل مكتب العمدة أو غرف مجلس المدينة. من منظور آخر، تضمّن تصميم مدرسة هينستانتون وضع خزان مياه المنشأة، وهو عادةً عنصر تشغيلي خفي، في برج بارز وظاهر. بدلًا من الاختفاء في الجدران، وصلت مرافق المياه والكهرباء لهينستانتون عبر الأنابيب والقنوات المرئية بسهولة.
غالبًا ما ارتبطت الوحشية بصفتها فلسفة معمارية بإيديولوجية يوتوبية اشتراكية، مدعومة من قبل المصممين، وخاصة من قبل أليسون وبيتر سميثسون حول ذروة الطراز. كان لهذا الأسلوب موقع قوي في عمارة الدول الشيوعية الأوروبية من منتصف الستينيات إلى أواخر الثمانينيات (بلغاريا وتشيكوسلوفاكيا وألمانيا الشرقية والاتحاد السوفييتي ويوغوسلافيا). في تشيكوسلوفاكيا، قُدمت الوحشية كمحاولة لخلق أسلوب معماري «وطني» و«اشتراكي حديث» أيضًا.

## النقد وردود الفعل
لدى النمط الوحشي بعض النقاد الحادين، بما في ذلك تشارلز، أمير ويلز، الذي أثرّت خطاباته وكتاباته في العمارة الوحشية بشكل كبير، إذ وصف العديد من المباني بـ «أكوام من الخرسانة». أشارت مقالة عام 2014 في ذا إيكونوميست إلى عدم شعبيتها لدى الجمهور، مشيرة إلى أن حملة هدم مبنى ستوجه عادةً ضد مبنى وحشي. في عام 2005، أجرى برنامج التلفاز البريطاني ديملوشن تصويتًا عامًا لاختيار اثني عشر مبنى يجب هدمه، وكانت ثمانية من المباني المختارة مباني وحشية.
إحدى الحجج هي أن هذا النقد موجود جزئيًا لأن الواجهات الخرسانية لا تتقادم بشكل جيد في المناخ البحري الرطب الغائم مثل ذلك الموجود في شمال غرب أوروبا ونيو إنجلاند. في هذه المناخات، تصبح الخرسانة مشبعة ببقع الماء، وأحيانًا بالطحالب، والأشنيات، وبقع الصدأ من قضبان التسليح الفولاذية.

## العمارة الوحشية اليوم
على الرغم من أن الحركة الوحشية انتهت إلى حد كبير في أواخر السبعينيات وأوائل الثمانينيات، بعد أن أفسحت المجال للتعبيرية الهيكلية والتفكيكية، عاد الاهتمام بها منذ عام 2015 مع نشر مجموعة متنوعة من الكتب والدلائل، بما في ذلك خريطة لندن الوحشية (2015)، وهذا العالم الوحشي (2016)، واستغاثة الوحشية: مسح عالمي (2017)، بالإضافة إلى أطلس العمارة الوحشية الوافر (فيدون، 2018).
نُعّمت العديد من الخواص المميزة للنمط في المباني الجديدة، إذ غالبًا ما تغطي الواجهات الخرسانية بالرمل لجعل السطح شبيهًا بالحجر، ومغطى بالجص، أو يتكون من عناصر منقوشة مسبقة الصب. عُثر على هذه العناصر أيضًا في تجديدات للمباني الوحشية القديمة، مثل إعادة تطوير شيفيلد بارك هيل. قد تُطبّق كسوة خارجية لتحسين رؤية المباني المجاورة، وقد تؤدي التكسية نفسها إلى مخاطر حريق؛ يُنظر إلى هذا على نطاق واسع على أنه أحد أسباب حريق برج جرينفيل 2017.
منحت العديد من المباني الوحشية في المملكة المتحدة مرتبة مبنى مُدرج على أنها تاريخية وغيرها، مثل مبنى بيريلي في نيو هافن لونج وورف، ومدرسة القديس بطرس لجيليسبي، كيد وكويا، المسمى من قبل مسح المعماريين الذي أجرته مجلة بروسبيكت بأعظم مبنى في اسكتلندا بعد الحرب، وكان موضوع حملات الحفاظ المعماري. قادت جمعية القرن العشرين حملة غير ناجحة ضد هدم المباني البريطانية مثل مركز ترايكورن وموقف السيارات متعدد الطوابق لميدان ترينيتي، وحملة ناجحة حالة مرآب محطة حافلات بريستون، ومعرض هايوارد في لندن وغيرها.
تشمل المباني البارزة التي هُدمت حدائق سميثسون روبن هود (2017) في شرق لندن، ومكتبة جون مادين برمنغهام المركزية (2016)، ومبنى معهد الصحافة الأمريكية مارسيل بروير في ريستون، فرجينيا، وكنيسة المسيح الثالثة لأرالدو كوسوتا، عالم في واشنطن دي سي (2014).
تشمل المباني البارزة المهددة مبنى سيريوس في سيدني، ومكتبة أتلانتا المركزية في أتلانتا، جورجيا، الولايات المتحدة الأمريكية. هُدم موقف سيارات شارع ويلبيك في لندن في أكتوبر 2019.
استخدمت شركة ريميدي إنترتينمنت فكرة العمارة الوحشية للمنزل الأقدم في لعبة فيديو للخوراق/إطلاق النار في عام 2019.

## رواد الحركة
المعماريون القاسيون هم أصحاب فكرة البنية العنقودية. أشهر المعماريين التابعين لها:
- لوكوربوزييه
- لويس كان
- باول رودولف
- أرنيستو روجرز
- ألفار ألتو
- كنزو تانغي